# Sd.Kfz. 10
El Sd.Kfz. 10 fue un semioruga alemán utilizado durante la Segunda Guerra Mundial. Su rol principal era remolcar piezas de artillería livianas como el 2 cm FlaK 30, el 7.5 cm leIG, o el cañón antitanque 3,7 cm PaK 36. Además de su función de remolque, tenía la capacidad de llevar hasta 6 pasajeros.
El diseño básico de todos los semiorugas alemanes fue desarrollado durante la era de la República de Weimar por el Departamento Militar Automotriz del Reichswehr, pero el diseño final y las pruebas quedaron en manos de distintas firmas comerciales con el entendimiento de que la producción se haría en conjunto por muchas empresas. Demag fue escogida para desarrollar el semioruga alemán más pequeño, puliendo su diseño y presentando varios prototipos entre 1934 y 1938.

## Modificaciones

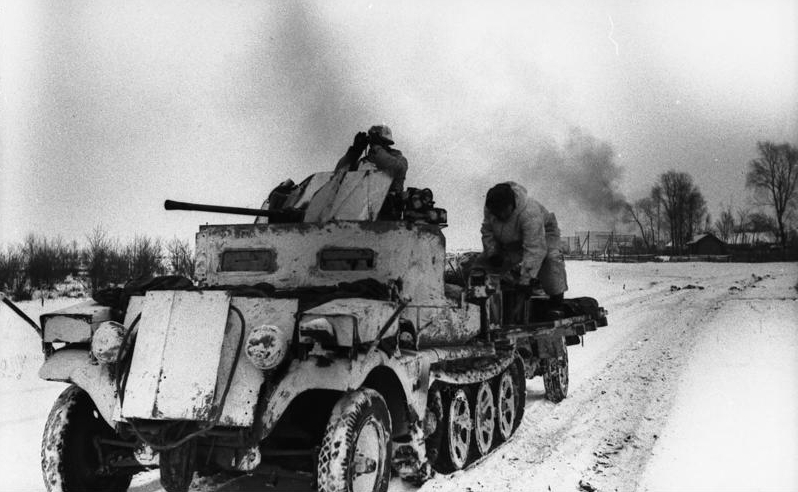
SdKfz 10/5 con cañón Flak 38 de 2 cm

5 cm PaK 38 Selbstfahrlafette auf Fahrgestell Zugkraftwagen 1t SdKfz 10
Cazacarros ligero creado en 1941 al montar un cañón de 5 cm PaK 38 L/60 para ser utilizado contra vehículos con blindaje ligero. El cañón normalmente se montaba íntegro, aunque sin ruedas. Además montaba láminas de blindaje para brindar protección al conductor y al compartimento del motor. Todas las unidades fabricadas fueron destinadas al Frente del Este y sirvieron en unidades del Waffen-SS.